# Lycosa pintoi
Lycosa pintoi este o specie de păianjeni din genul Lycosa, familia Lycosidae, descrisă de Mello-leitão, 1931. Conform Catalogue of Life specia Lycosa pintoi nu are subspecii cunoscute.